# Fontanile
Fontanile là một đô thị ở tỉnh Asti vùng Piedmont thuộc Ý, nằm ở vị trí cách khoảng 70 km về phía đông nam của Torino và khoảng 25 km về phía đông nam của Asti. Tại thời điểm ngày 31 tháng 12 năm 2004, đô thị này có dân số 572 người và diện tích là 8 km².
Fontanile giáp các đô thị: Alice Bel Colle, Castel Boglione, Castel Rocchero, Castelletto Molina, Mombaruzzo, Nizza Monferrato và Quaranti.